# Маленький зоомагазин
«Маленький зоомагазин» (англ. Littlest Pet Shop) — мультипликационный сериал, выходивший в 2012—2016 годах. Основан на серии фигурок «Littlest Pet Shop».

## Сюжет
Когда Роджер Бакстер, отец девочки-подростка по имени Блайс, получает повышение по работе, дочь вынуждена переехать вместе с ним из пригорода в квартиру в переполненном городе. Квартира находится над зоомагазином, в котором, кроме самого магазина, работают дневные ясли для домашних питомцев. Приключения начинаются, когда девочка обнаруживает, что может разговаривать с животными.

## Персонажи

### Главные персонажи
- Блайс (Блайз, Блайф) Бакстер (англ. Blythe Baxter) — главный персонаж мультсериала. Добрая и сострадательная девочка, всегда готовая помочь друзьям. Работает в «Маленьком зоомагазине» и хочет стать модным дизайнером. Обладает удивительным даром говорить с животными.
- Рассел Фергюссон (англ. Russell Ferguson) — питомец Блайс, оранжевый ёжик. Организатор группы, всегда поддерживает порядок в магазине. Старается быть похожим на своих друзей.
- Зоуи Трент (англ. Zoe Trent) — питомец Блайс, гламурная собачка. Имеет талант к пению, хочет стать известной певицей. Эмоциональная. Имеет младшую сестру Гейл.
- Минка Марк (англ. Minka Mark) — питомец Блайс, весёлая розовая обезьянка. Эксперт в абстракционизме. Её внимание может притянуть блестящий предмет. Страдает клаустрофобией.
- Пеппер Кларк (англ. Pepper Clark) — питомец Блайс, серый скунс. Обладает хорошим чувством юмора, любит над всеми подшучивать. Но порой, может менять свой характер.
- Пенни Линг (англ. Penny Ling) — питомец Блайс, добрая фиолетово-белая панда. Старается мирить других питомцев, иногда может быть чувствительной.
- Сунил Невла (англ. Sunil Nevla) — питомец Блайс, лучший друг Винни, мангуст. Отлично умеет показывать фокусы. Когда нужно, он становится храбрым и всегда помогает друзьям. Ненавидит кобр.
- Винни Террио (англ. Vinnie Terrio) — питомец Блайс, неуклюжий геккон. Лучший друг Сунила. Несмотря на свою природную неуклюжесть, он — отличный танцор.

### Другие персонажи
- Роджер Бакстер (англ. Roger Baxter) — отец Блайс. Работает пилотом в авиакомпании. Плохо справляется с домашним хозяйством. Любит проводить время с Блайс и поддерживает её в трудных ситуациях.
- Миссис Томбли (Анна) (англ. Mrs. Twombly) — владелец «Маленького зоомагазина». Имеет любовь к животным и в магазине чувствует себя как дома. Помогает Блайс с продажей её первой модной коллекции для питомцев. Имеет некоторые странности как, например, коллекционирование дверных ручек.
- Уитни и Бритни Бискит (англ. Whittany and Brittany Biskit) — девочки-хулиганки, не любящие Блайс. Их отец — Фишер Бискит, богатый бизнесмен. Они близняшки, только у Уитни — тёмные волосы, а у Бритни — белые. Имеют своих питомцев — шиншилл с именами Кашемир (у Уитни) и Велвет (у Бритни). Хотя близнецы не любят математику, девочки обладают способностью решать уравнения, причём Уитни говорит уравнение с элементами одежды, а Бритни выдаёт число. Близняшки очень часто заставляют дворецкого делать всё за них.
- Виглс Массбаск (англ. Wiggles McSunbask) — зелёный аллигатор с голубыми глазами и оранжево-зелёной повязкой на шее. Добрый, но его все боялись и никто не хотел с ним дружить. Первым его другом стала Пенни.
- Янгми Сонг (англ. Youngmee Song) — лучшая подруга Блайс, одна из немногих, кто знает о её способностях. Работает у своей тёти в магазине сладостей. Очень умная. Имеет корейскую внешность и чёрные короткие волосы. Знает корейский язык. Имеет питомца — кролика Баттеркрим. Возможно крольчиха принадлежит тёте Янгми — тёте Кристи, как её называет девочка.
- Сью Паттерсон (англ. Sue Patterson) — подруга Блайс, спортсменка. Помогает Блайс развивать её спортивные способности. Боится выступать перед публикой. Имеет короткие кудрявые оранжевые волосы.
- Джаспер Джонс (англ. Jasper Jones) — друг Блайс. Имеет африканские корни. Фотограф и художник.
- Фишер Бискит (англ. Fisher Biskit) — владелец «Большого зоомагазина» и отец близняшек Бискит.

## Роли озвучивали
| Персонаж                     | / Оригинал                                         | Русский дубляж                                             | Украинская озвучка                                    |
| ---------------------------- | -------------------------------------------------- | ---------------------------------------------------------- | ----------------------------------------------------- |
| Блайс (Блайз, Блайф) Бакстер | Эшли Болл                                          | Елена Чебатуркина (1—2 сезоны) Лина Иванова (3 сезон)      | Дарина Муращенко                                      |
| Рассел Фергюссон             | Сэм Винсент                                        | Денис Некрасов                                             | Анатолий Зиновенко Юрий Коваленко (некоторые эпизоды) |
| Зоуи Трент                   | Николь Оливер                                      | Ольга Голованова                                           | Юлия Перенчук                                         |
| Минка Марк                   | Кира Тозер                                         | Елена Чебатуркина (1—2 сезоны) Анастасия Лапина (3 сезон)  | Екатерина Брайковская                                 |
| Пеппер Кларк                 | Табита Сен-Жермен                                  | Ольга Шорохова                                             | Алёна Яблочная                                        |
| Пенни Линг                   | Жослин Ловен                                       | Елена Чебатуркина (1—2 сезоны) Анастасия Лапина (3 сезон)  | Екатерина Буцкая                                      |
| Сунил Невла                  | Питер Нью                                          | Евгений Вальц (1—2 сезоны) Василий Зотов (3 сезон)         | Дмитрий Завадский                                     |
| Винни Терио                  | Кайл Райдаут                                       | Евгений Вальц (1—2 сезоны) Василий Зотов (3 сезон)         | Павел Скороходько                                     |
| Роджер Бакстер               | Майкл Копса                                        | Денис Некрасов                                             | Олесь Гимбаржевский                                   |
| Миссис Томбли (Анна)         | Кэтлин Барр                                        | Ольга Голованова                                           | Ольга Радчук                                          |
| Уитни Бискит                 |                                                    | Ольга Шорохова                                             | Екатерина Буцкая                                      |
| Бритни Бискит                | Шеннон Чан-Кент                                    | Анастасия Лапина (1 и 3 сезон) Елена Чебатуркина (2 сезон) | Наталья Романько-Киселёва                             |
| Янгми Сонг                   |                                                    | Ольга Голованова                                           | Анастасия Зиновенко                                   |
| Сью Паттерсон                | Анастасия Лапина                                   |                                                            |                                                       |
| Джаспер Джонс                | Евгений Вальц (1—2 сезоны) Василий Зотов (3 сезон) |                                                            |                                                       |
| Фишер Бискит                 | Денис Некрасов                                     |                                                            |                                                       |

## Список серий
| Сезон | Сезон | Количество эпизодов | Период вещания | Период вещания |
| Сезон | Сезон | Количество эпизодов | Оригинал       | Оригинал       |
| Сезон | Сезон | Количество эпизодов | Начало сезона  | Финал сезона   |
| ----- | ----- | ------------------- | -------------- | -------------- |
|       | 1     | 26                  | 10 ноября 2012 | 27 апреля 2013 |
|       | 2     | 26                  | 2 ноября 2013  | 12 апреля 2014 |
|       | 3     | 26                  | 31 мая 2014    | 7 марта 2015   |
|       | 4     | 26                  | 7 ноября 2015  | 4 июня 2016    |

## Награды и номинации
| Год  | Приз                                   | Категории                                               | Номинированный(ая) артист / работа                                     | Результат |
| ---- | -------------------------------------- | ------------------------------------------------------- | ---------------------------------------------------------------------- | --------- |
| 2013 | 40-е Daytime Creative Arts Emmy Awards | Выдающаяся оригинальная песня — Дети или анимация       | «If You’re a Guy» (песня)                                              | Номинация |
| 2013 | Cable Fax Awards                       | Лучшее телешоу или сериал — Мультипликация              | «Маленький зоомагазин» (мультсериал)                                   | Номинация |
| 2013 | UBCP/ACTRA Awards                      | Лучший голос                                            | Питер Нью в эпизоде «Dumb Dumbwaiter»                                  | Номинация |
| 2013 | UBCP/ACTRA Awards                      | Лучший голос                                            | Николь Оливер в эпизоде «Gailbreak!»                                   | Победа    |
| 2014 | Leo Awards                             | Лучшая музыка в мультипликационной передаче или сериале | Даниэль Инграм и Стеффан Эндрюс в эпизоде «Lights, Camera, Mongoose!»" | Победа    |